# 6 uur van Monza 2021
De 6 uur van Monza 2021 was de derde race van het FIA World Endurance Championship-seizoen 2021. De race werd verreden op 18 juli 2021 op het Autodromo Nazionale Monza nabij Monza, Italië. Het was de eerste keer dat er een WEC-race in Monza werd georganiseerd.
De race werd gewonnen door de Toyota Gazoo Racing #7 van Mike Conway, Kamui Kobayashi en José María López. De LMP2-klasse werd gewonnen door de United Autosports USA #22 van Filipe Albuquerque, Philip Hanson en Fabio Scherer. De LMP2 Pro-Am-klasse werd gewonnen door de United Autosports USA #29 van Paul-Loup Chatin, Frits van Eerd en Nyck de Vries. De LMGTE Pro-klasse werd gewonnen door de Porsche GT Team #92 van Kévin Estre en Neel Jani. De LMGTE Am-klasse werd gewonnen door de AF Corse #83 van Nicklas Nielsen, François Perrodo en Alessio Rovera.

## Kwalificatie
Tijden vetgedrukt betekent de snelste tijd in die klasse.
| Pos. | Klasse      | No. | Team                      | Tijd      | Grid |
| ---- | ----------- | --- | ------------------------- | --------- | ---- |
| 1    | Hypercar    | 7   | Toyota Gazoo Racing       | 1:35.899  | 1    |
| 2    | Hypercar    | 8   | Toyota Gazoo Racing       | 1:35.961  | 2    |
| 3    | Hypercar    | 36  | Alpine Elf Matmut         | 1:36.121  | 3    |
| 4    | Hypercar    | 708 | Glickenhaus Racing        | 1:36.686  | 4    |
| 5    | Hypercar    | 709 | Glickenhaus Racing        | 1:38.323  | 5    |
| 6    | LMP2        | 31  | Team WRT                  | 1:38.527  | 6    |
| 7    | LMP2        | 22  | United Autosports USA     | 1:38.557  | 7    |
| 8    | LMP2 Pro-Am | 21  | DragonSpeed USA           | 1:38.663  | 8    |
| 9    | LMP2 Pro-Am | 29  | Racing Team Nederland     | 1:38.726  | 9    |
| 10   | LMP2        | 82  | Risi Competizione         | 1:38.829  | 10   |
| 11   | LMP2        | 38  | Jota                      | 1:38.890  | 11   |
| 12   | LMP2 Pro-Am | 70  | Realteam Racing           | 1:39.472  | 12   |
| 13   | LMP2        | 34  | Inter Europol Competition | 1:39.491  | 13   |
| 14   | LMP2        | 1   | Richard Mille Racing Team | 1:39.905  | 14   |
| 15   | LMP2 Pro-Am | 20  | High Class Racing         | 1:40.026  | 15   |
| 16   | LMP2 Pro-Am | 44  | ARC Bratislava            | 1:40.413  | 16   |
| 17   | LMGTE Pro   | 92  | Porsche GT Team           | 1:45.412  | 18   |
| 18   | LMGTE Pro   | 51  | AF Corse                  | 1:45.477  | 19   |
| 19   | LMGTE Pro   | 91  | Porsche GT Team           | 1:45.844  | 20   |
| 20   | LMGTE Pro   | 52  | AF Corse                  | 1:46.214  | 21   |
| 21   | LMGTE Am    | 33  | TF Sport                  | 1:47.272  | 22   |
| 22   | LMGTE Am    | 47  | Cetilar Racing            | 1:47.950  | 23   |
| 23   | LMGTE Am    | 56  | Team Project 1            | 1:48.057  | 24   |
| 24   | LMGTE Am    | 61  | AF Corse                  | 1:48.227  | 25   |
| 25   | LMGTE Am    | 54  | AF Corse                  | 1:48.403  | 26   |
| 26   | LMGTE Am    | 85  | Iron Lynx                 | 1:48.437  | 27   |
| 27   | LMGTE Am    | 98  | Aston Martin Racing       | 1:48.457  | 28   |
| 28   | LMGTE Am    | 388 | Rinaldi Racing            | 1:48.700  | 29   |
| 29   | LMGTE Am    | 77  | Dempsey-Proton Racing     | 1:48.766  | 30   |
| 30   | LMGTE Am    | 777 | D'Station Racing          | 1:49.128  | 31   |
| 31   | LMGTE Am    | 88  | Dempsey-Proton Racing     | 1:49.211  | 32   |
| 32   | LMGTE Am    | 86  | GR Racing                 | 1:49.244  | 33   |
| 33   | LMGTE Am    | 46  | Team Project 1            | 1:51.051  | 34   |
| 34   | LMP2        | 28  | Jota                      | Geen tijd | 17   |
| 35   | LMGTE Am    | 60  | Iron Lynx                 | Geen tijd | 35   |
| 36   | LMGTE Am    | 83  | AF Corse                  | Geen tijd | 36   |

## Uitslag
Winnaars in hun klasse zijn vetgedrukt; Hypercar is rood, LMP2 is blauw, LMGTE Pro is groen en LMGTE Am is oranje.
| Pos. | Klasse      | No. | Team                      | Coureurs                                                 | Chassis                        | Banden | Ronden | Tijd/Reden       |
| Pos. | Klasse      | No. | Team                      | Coureurs                                                 | Motor                          | Banden | Ronden | Tijd/Reden       |
| ---- | ----------- | --- | ------------------------- | -------------------------------------------------------- | ------------------------------ | ------ | ------ | ---------------- |
| 1    | Hypercar    | 7   | Toyota Gazoo Racing       | Mike Conway Kamui Kobayashi José María López             | Toyota GR010 Hybrid            | M      | 204    | 6:01:12.290      |
| 1    | Hypercar    | 7   | Toyota Gazoo Racing       | Mike Conway Kamui Kobayashi José María López             | Toyota 3.5 L Turbo V6          | M      | 204    | 6:01:12.290      |
| 2    | Hypercar    | 36  | Alpine Elf Matmut         | Nicolas Lapierre André Negrão Matthieu Vaxivière         | Alpine A480                    | M      | 204    | +1:00.908        |
| 2    | Hypercar    | 36  | Alpine Elf Matmut         | Nicolas Lapierre André Negrão Matthieu Vaxivière         | Gibson GL458 4.5 L V8          | M      | 204    | +1:00.908        |
| 3    | LMP2        | 22  | United Autosports USA     | Filipe Albuquerque Philip Hanson Fabio Scherer           | Oreca 07                       | G      | 200    | +4 ronden        |
| 3    | LMP2        | 22  | United Autosports USA     | Filipe Albuquerque Philip Hanson Fabio Scherer           | Gibson GK428 4.2 L V8          | G      | 200    | +4 ronden        |
| 4    | Hypercar    | 709 | Glickenhaus Racing        | Romain Dumas Franck Mailleux Richard Westbrook           | Glickenhaus SCG 007 LMH        | M      | 200    | +4 ronden        |
| 4    | Hypercar    | 709 | Glickenhaus Racing        | Romain Dumas Franck Mailleux Richard Westbrook           | Glickenhaus P21 3.5 L Turbo V8 | M      | 200    | +4 ronden        |
| 5    | LMP2        | 31  | Team WRT                  | Robin Frijns Ferdinand Habsburg Charles Milesi           | Oreca 07                       | G      | 200    | +4 ronden        |
| 5    | LMP2        | 31  | Team WRT                  | Robin Frijns Ferdinand Habsburg Charles Milesi           | Gibson GK428 4.2 L V8          | G      | 200    | +4 ronden        |
| 6    | LMP2 Pro-Am | 29  | Racing Team Nederland     | Paul-Loup Chatin Frits van Eerd Nyck de Vries            | Oreca 07                       | G      | 200    | +4 ronden        |
| 6    | LMP2 Pro-Am | 29  | Racing Team Nederland     | Paul-Loup Chatin Frits van Eerd Nyck de Vries            | Gibson GK428 4.2 L V8          | G      | 200    | +4 ronden        |
| 7    | LMP2        | 34  | Inter Europol Competition | Alex Brundle Jakub Śmiechowski Renger van der Zande      | Oreca 07                       | G      | 199    | +5 ronden        |
| 7    | LMP2        | 34  | Inter Europol Competition | Alex Brundle Jakub Śmiechowski Renger van der Zande      | Gibson GK428 4.2 L V8          | G      | 199    | +5 ronden        |
| 8    | LMP2        | 28  | Jota                      | Tom Blomqvist Sean Gelael Stoffel Vandoorne              | Oreca 07                       | G      | 199    | +5 ronden        |
| 8    | LMP2        | 28  | Jota                      | Tom Blomqvist Sean Gelael Stoffel Vandoorne              | Gibson GK428 4.2 L V8          | G      | 199    | +5 ronden        |
| 9    | LMP2        | 21  | DragonSpeed USA           | Ben Hanley Henrik Hedman Juan Pablo Montoya              | Oreca 07                       | G      | 199    | +5 ronden        |
| 9    | LMP2        | 21  | DragonSpeed USA           | Ben Hanley Henrik Hedman Juan Pablo Montoya              | Gibson GK428 4.2 L V8          | G      | 199    | +5 ronden        |
| 10   | LMP2 Pro-Am | 70  | Realteam Racing           | Loïc Duval Esteban Garcia Norman Nato                    | Oreca 07                       | G      | 198    | +6 ronden        |
| 10   | LMP2 Pro-Am | 70  | Realteam Racing           | Loïc Duval Esteban Garcia Norman Nato                    | Gibson GK428 4.2 L V8          | G      | 198    | +6 ronden        |
| 11   | LMP2        | 1   | Richard Mille Racing Team | Tatiana Calderón Sophia Flörsch                          | Oreca 07                       | G      | 198    | +6 ronden        |
| 11   | LMP2        | 1   | Richard Mille Racing Team | Tatiana Calderón Sophia Flörsch                          | Gibson GK428 4.2 L V8          | G      | 198    | +6 ronden        |
| 12   | LMP2 Pro-Am | 20  | High Class Racing         | Dennis Andersen Anders Fjordbach Jan Magnussen           | Oreca 07                       | G      | 197    | +7 ronden        |
| 12   | LMP2 Pro-Am | 20  | High Class Racing         | Dennis Andersen Anders Fjordbach Jan Magnussen           | Gibson GK428 4.2 L V8          | G      | 197    | +7 ronden        |
| 13   | LMP2        | 82  | Risi Competizione         | Ryan Cullen Oliver Jarvis Felipe Nasr                    | Oreca 07                       | G      | 196    | +8 ronden        |
| 13   | LMP2        | 82  | Risi Competizione         | Ryan Cullen Oliver Jarvis Felipe Nasr                    | Gibson GK428 4.2 L V8          | G      | 196    | +8 ronden        |
| 14   | LMP2 Pro-Am | 44  | ARC Bratislava            | Matej Konôpka Miroslav Konôpka Oliver Webb               | Ligier JS P217                 | G      | 191    | +13 ronden       |
| 14   | LMP2 Pro-Am | 44  | ARC Bratislava            | Matej Konôpka Miroslav Konôpka Oliver Webb               | Gibson GK428 4.2 L V8          | G      | 191    | +13 ronden       |
| 15   | LMGTE Pro   | 92  | Porsche GT Team           | Kévin Estre Neel Jani                                    | Porsche 911 RSR-19             | M      | 190    | +14 ronden       |
| 15   | LMGTE Pro   | 92  | Porsche GT Team           | Kévin Estre Neel Jani                                    | Porsche 4.2 L Flat-6           | M      | 190    | +14 ronden       |
| 16   | LMGTE Pro   | 51  | AF Corse                  | James Calado Alessandro Pier Guidi                       | Ferrari 488 GTE Evo            | M      | 190    | +14 ronden       |
| 16   | LMGTE Pro   | 51  | AF Corse                  | James Calado Alessandro Pier Guidi                       | Ferrari F154CB 3.9 L Turbo V8  | M      | 190    | +14 ronden       |
| 17   | LMGTE Pro   | 91  | Porsche GT Team           | Gianmaria Bruni Richard Lietz                            | Porsche 911 RSR-19             | M      | 190    | +14 ronden       |
| 17   | LMGTE Pro   | 91  | Porsche GT Team           | Gianmaria Bruni Richard Lietz                            | Porsche 4.2 L Flat-6           | M      | 190    | +14 ronden       |
| 18   | LMGTE Pro   | 52  | AF Corse                  | Miguel Molina Daniel Serra                               | Ferrari 488 GTE Evo            | M      | 190    | +14 ronden       |
| 18   | LMGTE Pro   | 52  | AF Corse                  | Miguel Molina Daniel Serra                               | Ferrari F154CB 3.9 L Turbo V8  | M      | 190    | +14 ronden       |
| 19   | LMGTE Am    | 83  | AF Corse                  | Nicklas Nielsen François Perrodo Alessio Rovera          | Ferrari 488 GTE Evo            | M      | 187    | +17 ronden       |
| 19   | LMGTE Am    | 83  | AF Corse                  | Nicklas Nielsen François Perrodo Alessio Rovera          | Ferrari F154CB 3.9 L Turbo V8  | M      | 187    | +17 ronden       |
| 20   | LMGTE Am    | 98  | Aston Martin Racing       | Paul Dalla Lana Augusto Farfus Marcos Gomes              | Aston Martin Vantage AMR       | M      | 187    | +17 ronden       |
| 20   | LMGTE Am    | 98  | Aston Martin Racing       | Paul Dalla Lana Augusto Farfus Marcos Gomes              | Aston Martin 4.0 L Turbo V8    | M      | 187    | +17 ronden       |
| 21   | LMGTE Am    | 777 | D'Station Racing          | Tomonobu Fujii Satoshi Hoshino Andrew Watson             | Aston Martin Vantage AMR       | M      | 187    | +17 ronden       |
| 21   | LMGTE Am    | 777 | D'Station Racing          | Tomonobu Fujii Satoshi Hoshino Andrew Watson             | Aston Martin 4.0 L Turbo V8    | M      | 187    | +17 ronden       |
| 22   | LMGTE Am    | 56  | Team Project 1            | Matteo Cairoli Egidio Perfetti Riccardo Pera             | Porsche 911 RSR-19             | M      | 187    | +17 ronden       |
| 22   | LMGTE Am    | 56  | Team Project 1            | Matteo Cairoli Egidio Perfetti Riccardo Pera             | Porsche 4.2 L Flat-6           | M      | 187    | +17 ronden       |
| 23   | LMGTE Am    | 77  | Dempsey-Proton Racing     | Matt Campbell Jaxon Evans Christian Ried                 | Porsche 911 RSR-19             | M      | 186    | +18 ronden       |
| 23   | LMGTE Am    | 77  | Dempsey-Proton Racing     | Matt Campbell Jaxon Evans Christian Ried                 | Porsche 4.2 L Flat-6           | M      | 186    | +18 ronden       |
| 24   | LMGTE Am    | 88  | Dempsey-Proton Racing     | Andrew Haryanto Alessio Picariello Marco Seefried        | Porsche 911 RSR-19             | M      | 186    | +18 ronden       |
| 24   | LMGTE Am    | 88  | Dempsey-Proton Racing     | Andrew Haryanto Alessio Picariello Marco Seefried        | Porsche 4.2 L Flat-6           | M      | 186    | +18 ronden       |
| 25   | LMGTE Am    | 54  | AF Corse                  | Francesco Castellacci Giancarlo Fisichella Thomas Flohr  | Ferrari 488 GTE Evo            | M      | 186    | +18 ronden       |
| 25   | LMGTE Am    | 54  | AF Corse                  | Francesco Castellacci Giancarlo Fisichella Thomas Flohr  | Ferrari F154CB 3.9 L Turbo V8  | M      | 186    | +18 ronden       |
| 26   | LMGTE Am    | 85  | Iron Lynx                 | Sarah Bovy Rahel Frey Michelle Gatting                   | Ferrari 488 GTE Evo            | M      | 185    | +19 ronden       |
| 26   | LMGTE Am    | 85  | Iron Lynx                 | Sarah Bovy Rahel Frey Michelle Gatting                   | Ferrari F154CB 3.9 L Turbo V8  | M      | 185    | +19 ronden       |
| 27   | LMGTE Am    | 86  | GR Racing                 | Ben Barker Tom Gamble Michael Wainwright                 | Porsche 911 RSR-19             | M      | 185    | +19 ronden       |
| 27   | LMGTE Am    | 86  | GR Racing                 | Ben Barker Tom Gamble Michael Wainwright                 | Porsche 4.2 L Flat-6           | M      | 185    | +19 ronden       |
| 28   | LMGTE Am    | 61  | AF Corse                  | Simon Mann Christoph Ulrich Toni Vilander                | Ferrari 488 GTE Evo            | M      | 185    | +19 ronden       |
| 28   | LMGTE Am    | 61  | AF Corse                  | Simon Mann Christoph Ulrich Toni Vilander                | Ferrari F154CB 3.9 L Turbo V8  | M      | 185    | +19 ronden       |
| 29   | LMGTE Am    | 47  | Cetliar Racing            | Antonio Fuoco Roberto Lacorte Giorgio Sernagiotto        | Ferrari 488 GTE Evo            | M      | 184    | +20 ronden       |
| 29   | LMGTE Am    | 47  | Cetliar Racing            | Antonio Fuoco Roberto Lacorte Giorgio Sernagiotto        | Ferrari F154CB 3.9 L Turbo V8  | M      | 184    | +20 ronden       |
| 30   | LMGTE Am    | 46  | Team Project 1            | Anders Buchardt Dennis Olsen Maxwell Root                | Porsche 911 RSR-19             | M      | 183    | +21 ronden       |
| 30   | LMGTE Am    | 46  | Team Project 1            | Anders Buchardt Dennis Olsen Maxwell Root                | Porsche 4.2 L Flat-6           | M      | 183    | +21 ronden       |
| 31   | LMGTE Am    | 388 | Rinaldi Racing            | Pierre Ehret Christian Hook Jeroen Bleekemolen           | Ferrari 488 GTE Evo            | M      | 182    | +22 ronden       |
| 31   | LMGTE Am    | 388 | Rinaldi Racing            | Pierre Ehret Christian Hook Jeroen Bleekemolen           | Ferrari F154CB 3.9 L Turbo V8  | M      | 182    | +22 ronden       |
| 32   | LMGTE Am    | 33  | TF Sport                  | Felipe Fraga Ben Keating Dylan Pereira                   | Aston Martin Vantage AMR       | M      | 175    | +29 ronden       |
| 32   | LMGTE Am    | 33  | TF Sport                  | Felipe Fraga Ben Keating Dylan Pereira                   | Aston Martin 4.0 L Turbo V8    | M      | 175    | +29 ronden       |
| 33   | Hypercar    | 8   | Toyota Gazoo Racing       | Sébastien Buemi Brendon Hartley Kazuki Nakajima          | Toyota GR010 Hybrid            | M      | 161    | +43 ronden       |
| 33   | Hypercar    | 8   | Toyota Gazoo Racing       | Sébastien Buemi Brendon Hartley Kazuki Nakajima          | Toyota 3.5 L Turbo V6          | M      | 161    | +43 ronden       |
| NC   | LMP2        | 38  | Jota                      | Anthony Davidson António Félix da Costa Roberto González | Oreca 07                       | G      | 112    | Niet geklasseerd |
| NC   | LMP2        | 38  | Jota                      | Anthony Davidson António Félix da Costa Roberto González | Gibson GK428 4.2 L V8          | G      | 112    | Niet geklasseerd |
| DNF  | Hypercar    | 708 | Glickenhaus Racing        | Pipo Derani Gustavo Menezes Olivier Pla                  | Glickenhaus SCG 007 LMH        | M      | 90     | Uitgevallen      |
| DNF  | Hypercar    | 708 | Glickenhaus Racing        | Pipo Derani Gustavo Menezes Olivier Pla                  | Glickenhaus P21 3.5 L Turbo V8 | M      | 90     | Uitgevallen      |
| DNF  | LMGTE Am    | 60  | Iron Lynx                 | Matteo Cressoni Andrea Piccini Claudio Schiavoni         | Ferrari 488 GTE Evo            | M      | 37     | Uitgevallen      |
| DNF  | LMGTE Am    | 60  | Iron Lynx                 | Matteo Cressoni Andrea Piccini Claudio Schiavoni         | Ferrari F154CB 3.9 L Turbo V8  | M      | 37     | Uitgevallen      |

## Tussenstanden na wedstrijd
Hypercar (coureurs)
| Pos | Coureur                                          | Punten |
| --- | ------------------------------------------------ | ------ |
| 1   | Sébastien Buemi Brendon Hartley Kazuki Nakajima  | 75     |
| 2   | Mike Conway Kamui Kobayashi José María López     | 69     |
| 3   | Nicolas Lapierre André Negrão Matthieu Vaxivière | 60     |
| 4   | Romain Dumas Richard Westbrook                   | 33     |
| 5   | Ryan Briscoe                                     | 18     |

Hypercar (constructeurs)
| Pos | Team                | Punten |
| --- | ------------------- | ------ |
| 1   | Toyota Gazoo Racing | 90     |
| 2   | Alpine Elf Matmut   | 60     |
| 3   | Glickenhaus Racing  | 13     |

LMGTE (coureurs)
| Pos | Coureur                            | Punten |
| --- | ---------------------------------- | ------ |
| 1   | Kévin Estre Neel Jani              | 76     |
| 2   | James Calado Alessandro Pier Guidi | 74     |
| 3   | Miguel Molina Daniel Serra         | 54     |
| 4   | Gianmaria Bruni Richard Lietz      | 45     |
| 5   | Michael Christensen                | 24     |

LMGTE (constructeurs)
| Pos | Constructeur | Punten |
| --- | ------------ | ------ |
| 1   | Ferrari      | 128    |
| 2   | Porsche      | 121    |

LMP2 (coureurs)
| Pos | Coureur                                                  | Punten |
| --- | -------------------------------------------------------- | ------ |
| 1   | Philip Hanson                                            | 74     |
| 2   | Anthony Davidson António Félix da Costa Roberto González | 56     |
| 3   | Tom Blomqvist Sean Gelael Stoffel Vandoorne              | 53     |
| 4   | Filipe Albuquerque Fabio Scherer                         | 51     |
| 5   | Robin Frijns Ferdinand Habsburg Charles Milesi           | 38     |

LMP2 (teams)
| Pos | Nr | Team                      | Punten |
| --- | -- | ------------------------- | ------ |
| 1   | 22 | United Autosports USA     | 74     |
| 2   | 38 | Jota                      | 56     |
| 3   | 28 | Jota                      | 53     |
| 4   | 31 | Team WRT                  | 38     |
| 5   | 34 | Inter Europol Competition | 37     |

LMP2 Pro-Am (coureurs)
| Pos | Coureur                                        | Punten |
| --- | ---------------------------------------------- | ------ |
| 1   | Esteban Garcia Norman Nato                     | 71     |
| 2   | Frits van Eerd                                 | 68     |
| 3   | Ben Hanley Henrik Hedman Juan Pablo Montoya    | 60     |
| 4   | Dennis Andersen Anders Fjordbach Jan Magnussen | 47     |
| 5   | Giedo van der Garde Job van Uitert             | 43     |

LMP2 Pro-Am (teams)
| Pos | Nr | Team                  | Punten |
| --- | -- | --------------------- | ------ |
| 1   | 70 | Realteam Racing       | 71     |
| 2   | 29 | Racing Team Nederland | 68     |
| 3   | 21 | DragonSpeed USA       | 60     |
| 4   | 20 | High Class Racing     | 47     |
| 5   | 44 | ARC Bratislava        | 25     |

LMGTE Am (coureurs)
| Pos | Coureur                                                 | Punten |
| --- | ------------------------------------------------------- | ------ |
| 1   | Antonio Fuoco Roberto Lacorte Giorgio Sernagiotto       | 54     |
| 2   | Nicklas Nielsen François Perrodo Alessio Rovera         | 52     |
| 3   | Paul Dalla Lana Augusto Farfus Marcos Gomes             | 44     |
| 4   | Francesco Castellacci Giancarlo Fisichella Thomas Flohr | 41     |
| 5   | Matteo Cairoli Egidio Perfetti Riccardo Pera            | 40     |

LMGTE Am (teams)
| Pos | Nr | Team                | Punten |
| --- | -- | ------------------- | ------ |
| 1   | 47 | Cetilar Racing      | 54     |
| 2   | 83 | AF Corse            | 52     |
| 3   | 98 | Aston Martin Racing | 44     |
| 4   | 54 | AF Corse            | 41     |
| 5   | 56 | Team Project 1      | 40     |